# نيكولا رومانو (مؤرخ)
نيكولا رومانو (بالإيطالية: Nicola Romanovič Romanov)‏ (و. 1922 – 2014 م) هو مؤرخ، وشخصية أعمال من إيطاليا، وانعدام الجنسية، ولد في أنتيب، توفي في توسكانا، عن عمر يناهز 92 عاماً.

## وصلات خارجية
- نيكولا رومانو على موقع IMDb (الإنجليزية)

- نيكولا رومانو في قاعدة بيانات الأفلام على الإنترنت